# Чарльз Гаддон Сперджен
Чарльз Гаддон Сперджен (англ. Charles Haddon Spurgeon; 19 червня 1834 - 31 січня 1892 ) - англійський проповідник і богослов, пастор найбільшої баптистської церкви Англії.  Один з найвидатніших представників гомілетичної екзегези в протестантизмі. 

## Біографія
Народився в 1834 році в англійському графстві Ессекс. За власним твердженням, свідомо сповідувати християнську віру почав у віці 15 років. Хрестився 3 травня 1850 року, після чого переїхав до Кембриджу, де почав свою проповідницьку діяльність. У 1858 році, вже будучи пастором невеликої баптистської громади, він написав свою першу друковану роботу - «Gospel Tract». 
З 1854 року Сперджен займає місце пастора у великій баптистській церкві Лондона, де швидко набуває популярності як проповідник і стає одним з організаторів Лондонської баптистської асоціації. Уже в 1855 році його проповіді стали друкуватися щотижня і широко розповсюджуватися серед жителів Лондона і за його межами.
У 1856 році, оскільки власна церква не могла вмістити всіх бажаючих, Сперджен вперше почав проповідувати в концертних залах, де одночасно збиралося до 10 тисяч осіб. 25 червня 1857 року проповідь Сперджена зібрала найбільше число слухачів - 23 654 осіб, завдяки чому в пресі він отримав титул «короля проповідників». 
У той же час, Сперджен не залишав і організаційної роботи, у 1857 році в Лондоні він організував пасторський коледж, якому вже після його смерті в 1923 році було присвоєно ім'я засновника. 
У 1861 році завершується будівництво нової церковної будівлі, розрахованої на одночасну присутність шести тисяч чоловік.  Церква отримує назву «Metropolitan Tabernacle», тобто « Скинія Метрополітен».  Тут Сперджен продовжував служити до самої смерті. 
У зазначений період, крім регулярного видання текстів проповідей, Сперджен випускає збірки гімнів, а також ряд праць богословського характеру. 
Одночасно, очолювана ним церква активно займається соціальним служінням, організовуючи в Лондоні сирітський притулок, відкритий з 1867 року і діє до теперішнього часу. 
Помер Сперджен у 1892 році у Франції в м.Ментона, де знаходився на лікуванні, похований у Лондоні  . 

## Твори
Літературна спадщина Чарльза Гаддона Сперджена становить понад 60 томів проповідей і 140 книг з різних питань християнського богослов'я і духовного життя.  

Проповіді Сперджена вважаються класичними в протестантській гомілетиці, його праці перекладені більш ніж 35-ма мовами світу і входять у число найпопулярнішої духовної літератури в баптистських, п'ятидесятницьких та інших близьких до них за вченням церквах.  У своєму богослов'ї Сперджен дотримувався кальвіністських поглядів і консервативного підходу до трактування Біблії, категорично заперечуючи алегоричний метод тлумачення. 
Біблія - не збірка красивих алегорій або повчальних поетичний переказів. Вона передає нам дійсні події, що відбулися, і відкриває незвично серйозні, важливі істини. 

Ч. Сперджен. Добрі поради проповідника Євангелія.
 Найзначущі твори: 
- «Добрі поради проповідникам Євангелія»
- «Оскільки так написано»
- «Як приводити душі до Христа»
- «Серце, віддане Богу»
- «Бог Вседержитель»